# Marash Kumbulla
Marash Kumbulla   (Peschiera del Garda, 8 de febrer de 2000) és un futbolista professional albanès que juga com a central a l'AS Roma. Nascut a Itàlia, juga per la selecció d'Albània.

## Carrera de club
Kumbulla va fer el seu debut com a professional amb l'Hellas Verona el 12 d'agost de 2018, començant com a titular en una derrota per 2-0 a casa davant el Catània a la Copa Itàlia.
El 17 de setembre de 2020, Kumbulla es va unir a l'AS Roma cedit amb obligació de compra. L'1 de febrer de 2024 es va traslladar cedit a la US Sassuolo.
El 17 d'agost de 2024, Kumbulla va ser cedit al RCD Espanyol de la primera divisió amb un contracte de cessió d'un any.

## Carrera internacional
Kumbulla va debutar com a sènior amb la selecció d'Albània el 14 d'octubre de 2019, en una victòria fora de casa per 4-0 contra Moldàvia en una eliminatòria per a l'Eurocopa 2020 . Va entrar per Ardian Ismajli al minut 89.

## Palmarès
Roma
- UEFA Europa Conference League: 2021–22[10]
- Subcampió de la UEFA Europa League: 2022–23